# Salisbury (stacja kolejowa)
Salisbury – stacja kolejowa w mieście Salisbury, w hrabstwie Wiltshire o znaczeniu ponadregionalnym.

## Ruch pasażerski
Stacja obsługuje 1 560 tys. pasażerów rocznie (dane za 2007 rok). Posiada połączenie bezpośrednie z Bristol Temple Meads, Exeter St. Davids, Reading, London Paddington, Southampton Central, Swindon, Taunton, Weymouth

## Obsługa pasażerów
Kasa biletowa, automat biletowy, WC, dworzec autobusowy, bufet, księgarnia, wózki towarowe, przystanek autobusowy, postój taksówek